# 織田信彭
織田 信彭（おだ のぶみち）は、江戸時代中期から後期にかけての旗本。通称は勝五郎、弥十郎。

## 生涯
織田信昆の次男として誕生。実弟に町奉行・榊原忠之がいる。
祖父・信義の嫡子であった父・信昆の死去により、祖父の養子になる。安永8年（1779年）12月3日、信義の隠居により家督を相続する。役職に就くことなく、寄合に所属する。
文化6年（1809年）7月22日、隠居して長男・信与に家督を譲る。

## 系譜
子女は3男。
- 父：織田信昆
- 母：不詳
  - 実弟：榊原忠之 - 町奉行
- 養父：織田信義
- 正室：織田信寛の三女
- 生母不明の子女
  - 長男：織田信与
  - 男子：織田信周